# Сосновка (Храбровское сельское поселение)
Сосновка — посёлок в Гурьевском городском округе Калининградской области. Входит в состав Храбровского сельского поселения.

## Население
| 2002 | 2010 |
| ---- | ---- |
| 394  | ↗527 |

## История
Населенный пункт Фритцен в 1946 году был переименован в Сосновку.